# Den internationale dag for FN's fredsbevarende styrker
Den internationale dag for FN's fredsbevarende styrker er 29. maj hvert år. Dagen blev stiftet i 2002 som en honnør til alt fredsbevarende FN-personel, og blev fejret for første gang i 2003. FN's fredsbevarende styrker har gjort en omfattende tjeneste for fred i mange lande i alle verdensdele, og de blev derfor tildelt Nobels fredspris i 1988.